# سأعود بلا دموع (فلم)
سأعود بلا دموع فيلم مصري (إنتاج 1980 - تاريخ العرض 16 نوفمبر 1981)، بطولة رشدي أباظة، مديحة كامل، ومصطفى فهمي، ومحمود المليجي، ومريم فخر الدين. قصة وسيناريو وحوار: بشير الديك. إنتاج: حسن شاتو إخراج: تيسير عبود.

## قصة الفيلم
تدور أحداث الفيلم حول الفتاة الفقيرة هند التي تتورط في علاقة مع ابن أحد الأثرياء في بلدتها. لكن الوالد الثري يرفض تزويجهما، فيحرق منزلها ويطردها من البلد.

## روابط خارجية
- سأعود بلا دموع على موقع قاعدة بيانات الأفلام العربية